# Brian Reilly
Brian Patrick Reilly (Menton, França, 12 de desembre de 1901 – Hastings, Anglaterra, 29 de desembre de 1991) va ser un mestre d'escacs, escriptor i editor de revistes irlandès.
Va néixer a Menton, a la Riviera francesa. La connexió irlandesa es remunta al seu avi patern, que venia de Kells, al comtat de Meath.
Quan tenia vint anys, Reilly es va incorporar a l'empresa del seu pare en el negoci farmacèutic. L'empresa anava molt bé, però es va veure molt colpejada quan Gran Bretanya va deixar el patró or a principis dels anys trenta. Reilly es va implicar en el Govern de Vichy durant la Segona Guerra Mundial. Va tornar a Anglaterra després d'acabar la guerra i es va convertir en editor i escriptor d'escacs a temps complet.
Reilly va guanyar el campionat de clubs de Niça el 1924. Va compartir el 5è lloc a Ieras 1927 (el campió fou Wilhelm Orbach). Va aconseguir el 10è lloc a Niça 1930 (el campió fou Savielly Tartakower). El 1931, Reilly va guanyar a Niça, i va ocupar el 5è lloc al Pentangular de Niça, guanyat per Aleksandr Alekhin). Va empatar als llocs 4t-6è a Margate 1935 (va guanyar Samuel Reshevsky). El 1935, va aconseguir el 5è lloc a Barcelona (van guanyar Salo Flohr i George Koltanowski), i va empatar als llocs 5è-7è a Roses (va guanyar Flohr). El 1937, va ocupar 4t lloc a Niça (Quadrangular; va guanyar Alekhine). El 1938, va ocupar el segon lloc, darrere de Karel Opočensky, a Niça.
Reilly va representar Irlanda en nou olimpíades d'escacs el 1935 i 1954–1968 (tres vegades al primer tauler). Va estar "extremadament encertat" amb una victòria contra el Gran Mestre nord-americà Reuben Fine durant la 6a Olimpíada, Varsòvia 1935. Va guanyar el Campionat d'Irlanda el 1959 i el 1960.
Va ser l'editor de la revista British Chess Magazine des de 1949 fins a 1981, l'editor amb més temps d'aquesta revista. De fet, va comprar el control de la revista a principis dels anys 50, quan estava en dificultats financeres, i la va convertir en un negoci rendible.